# Mohammed Ben Abdelkarim
 (décembre 2024).
Si vous disposez d'ouvrages ou d'articles de référence ou si vous connaissez des sites web de qualité traitant du thème abordé ici, merci de compléter l'article en donnant les références utiles à sa vérifiabilité et en les liant à la section « Notes et références ».
Mohamed Ben Abdelkarim (en arabe : محمد بن عبد الكريم), également connu sous le nom de Mohamed Ben Abdelkarim al-Zammouri al-Jazairi, est un écrivain, chercheur, examinateur de manuscrits et traducteur algérien, né en 1924 à la ville de Bordj Bou Arreridj et décédé en 2012 à Sétif.

## Biographie
Mohamed Ben Abdelkarim est né le 25 avril 1924 à Bordj Bou Arréridj. Sa mère est morte alors qu’il était encore nourrisson, et il perdit son père avant d’atteindre l’âge de six ans. Orphelin, il fut élevé dans le village de ses ancêtres, dans la région de Bordj Zemoura. Il y entama ses premières études à la mosquée Ibn Farraj, où il apprit le quart du Coran sous la direction de cheikh El-Arabi Kachat et de son fils, cheikh Mohamed Kachat. 
Plus tard, il fut élève du savant Omar Ben Abi Hafs al-Zemmouri, auprès de qui il étudia des textes en grammaire, jurisprudence, astronomie et récitations coraniques. Il reçut également des enseignements en astronomie auprès de cheikh Abdelmalek El-Akhdari.

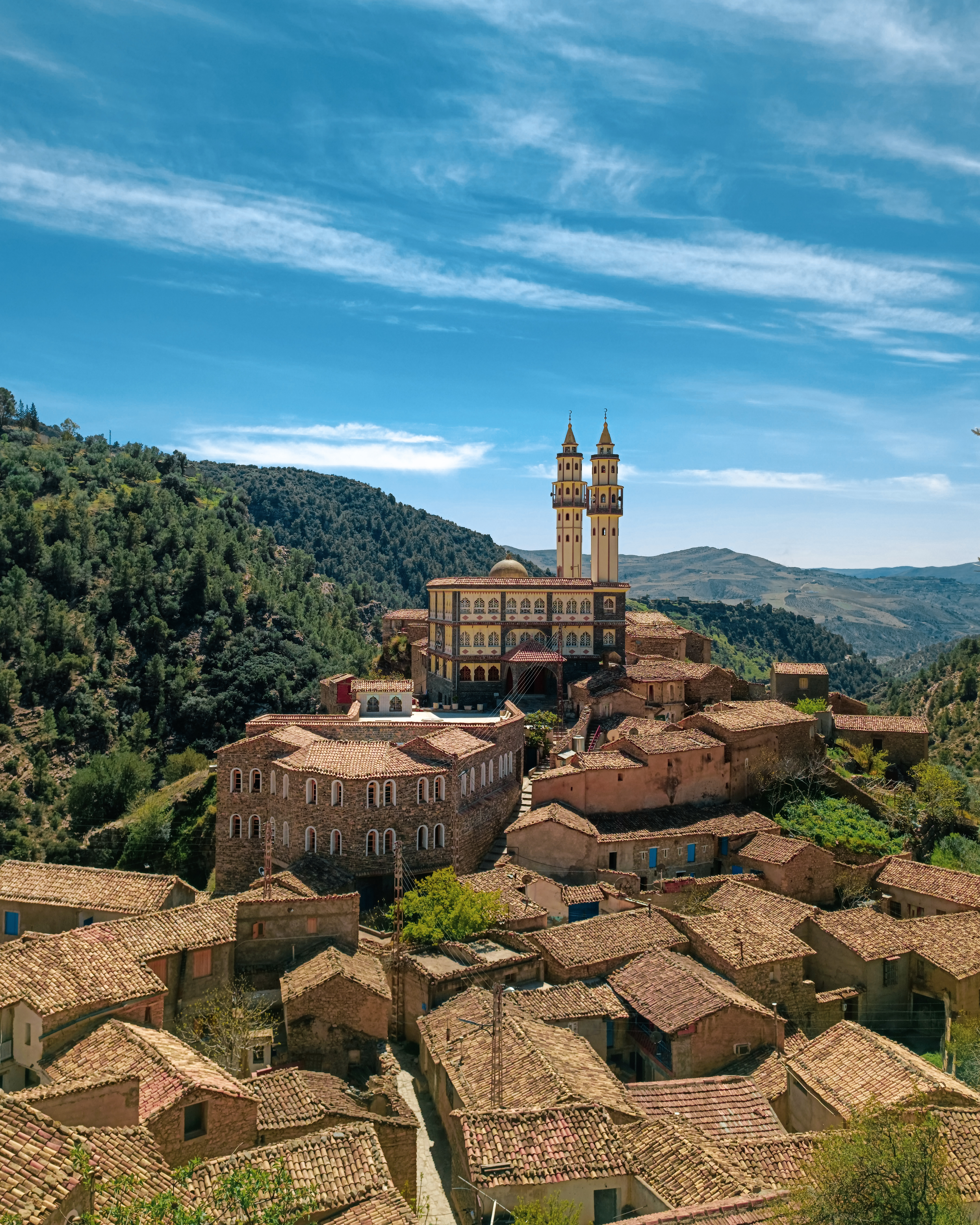
Bordj Zemoura, le village où il a grandi et acquis ses connaissances.

Il poursuivit ses études à la mosquée Bouhidous  sous la tutelle de cheikh Ali Boubekeur, où il approfondit des disciplines telles que la théologie, la grammaire et l’astronomie. En raison de la précarité des conditions de vie dans la région, il dut interrompre ses études pour travailler. Cependant, après plusieurs années de travail, il aspira à reprendre ses études. Aux alentours de 1952, il se rendit en Tunisie pour poursuivre son instruction à l’institut Manzelat Mim, une branche de l’université de la Zitouna. Il y passa environ une année et étudia auprès de nombreux érudits tels que cheikh Mohamed Al-Abed, cheikh Qreissa, et cheikh Fadhel Ben Achour.
De retour en Algérie, il voyagea à travers plusieurs régions, étudiant divers domaines du savoir. À Bordj Zemoura, il approfondit ses études en étudiant Ibn Achir en jurisprudence et Al-Qatar en grammaire. Il poursuivit ensuite ses études à l’école « Al-Tawfiq » à « Madame L'Afrique »[pas clair], où il resta pendant deux ans. En 1956, il se rendit en France, précisément à Lyon. Cependant, trois ans plus tard, il fut arrêté par les autorités françaises. La police fit une descente dans sa chambre d’hôtel à Paris, brûla certaines de ses œuvres, notamment un recueil intitulé « دمعة الجزائر » (La larme de l’Algérie) et un manuscrit intitulé « الإلهامات الربانية إلى معنى الأجرومية » (Les inspirations divines sur la signification de l’Ajurrumiya). Il fut emprisonné pendant quatre mois, puis transféré à l’hôpital de la prison, où il passa dix-huit mois en raison d’une grave maladie. Il écrivit une lettre au ministre de l’Intérieur français de l’époque, qui ordonna sa libération.
En 1963, après l’indépendance de l’Algérie, il rentra au pays et rejoignit le secteur de l’éducation, où il travailla pendant de nombreuses années. En 1968, il se rendit en Turquie et en Libye pour préparer un diplôme en sciences documentaires et en bibliothéconomie, période durant laquelle il rédigea son ouvrage « Manuscrits algériens dans les bibliothèques d’Istanbul ». Il obtint un diplôme d’études supérieures en histoire avec un mémoire portant sur l’édition critique du manuscrit « Al-Tuhfa al-Mardiyya fi al-Dawla al-Bakdashiyya », sous la direction de Moulai Belhamissi. Par ailleurs, il décrocha un doctorat en littérature arabe avec une thèse intitulée « Al-Maqqari et son œuvre Nafh al-Tib » sous la supervision d’Ihsan Al-Nass.
En mars 1978, il se rendit en Libye pour rendre compte de ses livres « Bada’i al-Silk » et « Al-Ghunya ». Là, l’Association islamique libyenne pour la prédication lui proposa un poste de prédicateur en France. Il accepta l’offre et s’installa à Paris, où il poursuivit son activité de prédication pendant trente et une années, visitant de nombreux pays européens et africains. Il retourna en Algérie à la fin des années 1990.
Il est mort le vendredi 9 novembre 2012, à l’âge de 88 ans, à son domicile situé dans le quartier Maâboudah à Sétif, après une longue lutte contre l’asthme qui l’avait cloué au lit pendant plusieurs années.